# Condado de Mercer (Virgínia Ocidental)
O Condado de Mercer é um dos 55 condados do estado norte-americano da Virgínia Ocidental. A sede do condado é Princeton, e a sua maior cidade é Bluefield. O condado tem uma área de 1090 km² (dos quais 1 km² está coberto por água), uma população de 62 980 habitantes, e uma densidade populacional de 58 hab/km² (segundo o censo nacional de 2000). O condado foi fundado em 1837 e recebeu o seu nome em homenagem ao militar e médico Hugh Mercer (1726-1777), herói da Revolução Americana que combateu no Exército Continental e morreu na batalha de Princeton.